# Agnone
Agnone – miejscowość i gmina we Włoszech, w regionie Molise, w prowincji Isernia.
Według danych na rok 2004 gminę zamieszkiwało 5825 osób, 60,7 os./km².